# Strongylurus sexmaculatus
Strongylurus sexmaculatus är en skalbaggsart som beskrevs av Aurivillius 1917. Strongylurus sexmaculatus ingår i släktet Strongylurus och familjen långhorningar. Inga underarter finns listade i Catalogue of Life.